# Ardovo
Ardovo (węg. Pelsöcardó, Ardó) – wieś (obec) w powiecie Rożniawa w kraju koszyckim, na Słowacji, na terenie historycznego regionu Górny Gemer. Powierzchnia 11,21 km². Liczy 160 mieszkańców (31.12.2016 r.).

## Położenie
Leży na południowo-zachodnim skraju Płaskowyżu Silickiego (słow. Silická planina), ok. 2 km na południowy wschód od Pleszywca, zajmując płytką (ok. 40 m głębokości) dolinkę otwierającą się ku południowemu zachodowi. Centrum wsi znajduje się na wysokości 268 m n.p.m.

## Historia
Okolica wsi była zamieszkana przez ludzi już w czasach prehistorycznych. Ślady bytności ludzi z okresu neolitu (kultura bukowogórska), z młodszej epoki brązu (kultura pilińska), a następnie z czasów rzymskich znaleziono w niedalekiej Jaskini Ardowskiej. Sama wieś zasiedlona była już we wczesnym średniowieczu, należała do majątków królów Węgier. Najstarsza wzmianka o niej pochodzi z 1243 r., kiedy to – pod nazwą Erdes – należała już do feudalnego „państwa” lokalnych możnowładców – Bebeków. W roku 1318 wspominana jako Ordou, w roku 1320 – Ardo, a w roku 1359 – Ardow (nazwa Ardovo obowiązuje od 1920 r.).
W średniowieczu w jej okolicy wydobywano i przetapiano rudy ołowiu. Od połowy XVI w. wielokrotnie niszczona i wyludniona przez Turków, ponownie była pustoszona w czasie kolejnych powstań antyhabsburskich w XVII w. tak, że od 1682 r. stała pusta. Rekolonizowana po 1710 r. przez ludność pasterską związaną z ostatnią falą tzw. osadnictwa wołoskiego. W 1828 r. miała 30 gospodarstw i 254 mieszkańców, którzy zajmowali się pasterstwem (głównie hodowlą owiec) i wypalaniem węgla drzewnego.
Od 1881 r. wieś administracyjnie należała do węgierskiego komitatu Gemer – Mały Hont (węg. Gömör-Kishont). Po I wojnie światowej w granicach Czechosłowacji, w latach 1938–1945 ponownie należała do Węgier. Po II wojnie światowej aż do 1960 r. należała do powiatu (słow. okres) Šafárikovo w kraju bańskobystrzyckim.

## Zabytki
Kościół ewangelicki (tzw. tolerancyjny) z 1788 r., wzniesiony na stoku nad centrum wsi na fundamentach znacznie starszej budowli. Murowany, w stylu barokowo-klasycystycznym, w formie prostokątnej sali bez prezbiterium, o gładkich ścianach, nakrytej dachem czterospadowym. Wieża na rzucie kwadratu dobudowana od frontu w 1928 r., nakryta dachem wieżowym. Wokół kościoła ślady muru obronnego z XVI-XVII w.
Nawa wewnątrz nakryta płaskim stropem. Drewniana empora obiegająca ją z trzech stron posiada kasetowe panele wypełnione drewnianymi płaskorzeźbami i malowidłami z końca XVIII w. Wyposażenie, łącznie z organami, barokowe. Ołtarz pochodzi z końca XVIII w. Drewniana, rzeźbiona i polichromowana skrzynia organowa pochodzi z I połowy XVIII w., a chrzcielnica z drugiej połowy tego stulecia.